# Denis Wladislawowitsch Kuljasch
Denis Wladislawowitsch Kuljasch (russisch Денис Владиславович Куляш; * 31. Mai 1983 in Omsk, Russische SFSR) ist ein ehemaliger russischer Eishockeyspieler, der zuletzt bis 2022 beim HSC Csíkszereda in der Ersten Liga unter Vertrag stand. Seit 2022 ist er als Cheftrainer von Junison Moskau in der Juniorenliga NMHL tätig.

## Karriere
Denis Kuljasch begann seine Karriere als Eishockeyspieler in der drittklassigen Perwaja Liga, in der er in der Saison 1999/2000 für die zweite Mannschaft des HK Awangard Omsk aktiv war. Anschließend spielte er in den folgenden drei Spielzeiten für deren Ligarivalen Gasowik Tjumen und ZSK WWS Samara. Daraufhin erhielt der Verteidiger einen Vertrag beim HK ZSKA Moskau, für den er zwei Jahre lang in der russischen Superliga aktiv war. In dieser Zeit wurde er im NHL Entry Draft 2004 in der achten Runde als insgesamt 243. Spieler von den Nashville Predators ausgewählt, für die er allerdings nie spielte. Im Sommer 2005 wechselte der Linksschütze zum amtierenden russischen Meister HK Dynamo Moskau, für den er weitere zwei Spielzeiten spielte, und mit dem er 2006 den IIHF European Champions Cup gewann. Zwischen 2007 und 2010 stand Kuljasch erneut für seinen Ex-Club HK ZSKA Moskau auf dem Eis, bevor er im Januar 2010 im Tausch gegen zwei Abwehrspieler an seinen Heimatverein, den HK Awangard Omsk, abgegeben wurde.
Im Mai 2011 wurde Kuljasch vom Ak Bars Kasan verpflichtet und absolvierte in den folgenden zwei Spielzeiten 118 KHL-Partien für den Verein, ehe er im Mai 2013 zu seinem Heimatverein zurückkehrte, mit dem er 2014 den Nadeschda-Pokal gewann. 2016 wechselte er zu Salawat Julajew Ufa. Nachdem er im Oktober 2017 zu Awtomobilist Jekaterinburg gegangen war, schloss er sich im Sommer 2018 Sewerstal Tscherepowez an. Aber auch dort hielt es ihn nicht lange, denn bereits nach wenigen Monaten zog es ihn zu den Daemyung Killer Whales aus der Asia League Ice Hockey. Damit war er seine KHL-Karriere beendet, die ihm über 500 Spiele und 2009, 2011 und 2014 die Nominierung für das All-Star Game einbrachte.
Mit dem Wechsel zum HSC Csíkszereda begann sein letzter Karriereabschnitt, der ihm drei Titel in der Ersten Liga und 2022 die rumänische Meisterschaft einbrachte. Anschließend beendete er seine aktive Laufbahn. Das Guinness-Buch der Rekorde wertet einen Schuss von Kuljach mit 177,5 km/h bei der Skill-Competion der KHL am 5. Februar 2011 in Sankt Petersburg als härtesten gemessenen Schuss aller Zeiten.

### International
Für Russland nahm Kuljasch an der Weltmeisterschaft 2006 teil.

### Trainerkarriere
Nach dem Ende seiner aktiven Laufbahn kehrte Kuljasch nach Russland zurück und ist seit 2022 als Cheftrainer von Junison Moskau in der Juniorenliga NMHL tätig.

## Erfolge und Auszeichnungen
- 2006 IIHF-European-Champions-Cup-Gewinn mit dem HK Dynamo Moskau
- 2009 KHL All-Star Game (verletzungsbedingte Absage)
- 2011 KHL All-Star Game
- 2014 KHL All-Star Game
- 2014 Gewinn des Nadeschda-Pokals mit dem HK Awangard Omsk
- 2020 Gewinn der Ersten Liga mit dem HSC Csíkszereda
- 2021 Gewinn der Ersten Liga mit dem HSC Csíkszereda
- 2022 Gewinn der Ersten Liga und rumänischer Meister mit dem HSC Csíkszereda